# Jolya letourneuxi
Jolya letourneuxi is een tweekleppigensoort uit de familie van de Mytilidae. De wetenschappelijke naam van de soort is voor het eerst geldig gepubliceerd in 1877 door Jules René Bourguignat.